# Крус, Тайо
Джейкоб Тайо Крус (англ. Jacob Taio Cruz, род. 23 апреля 1980 года) — британский певец нигерийско-бразильского происхождения, автор песен, продюсер, рэпер и предприниматель. В 2008 году он выпустил свой дебютный альбом Departure, который Крус написал сам. Он принёс первый успех в Великобритании и номинацию на MOBO Awards. В июне 2010 года Крус выпустил свой следующий альбом Rokstarr, который включает сингл «Break Your Heart». В ноябре 2010 года сотрудничал с Кайли Миноуг и Трэвисом Маккоем при записи сингла «Higher». Кроме этого, Крус написал песню «Telling the World» для мультфильма «Рио».

## Биография

### Ранняя жизнь
Крус родился в Лондоне в семье Джейкоба Круса, родившегося в Нигерии и Сильвии Крус, которая родом из Бразилии. Он посещал Госпиталь Христа, частную школу в Западном Суссексе.

### Начало карьеры
Крус начал писать песни, когда ему ещё было 12. А начал свою карьеру в возрасте 19 лет в рамках коллектива Tricky Stewart, в RedZone Entertaiment.
Крус достиг известности в 2005 году, когда он был удостоен BRIT Awards.
Крус является основателем и генеральным директором компании Rokstarr Music London, выпустившей его дебютный сингл I Just Wanna Know. Пластинка вызвала интерес со стороны радио, а также специалистов в музыкальной индустрии.

## Дискография

### Студийные альбомы
- Departure (2008)
- Rokstarr (2010)
- TY.O (2011)

### Сборники
- The Rokstarr Collection (2010)

## Награды и номинации
| Год  | Награда                  | Категория                        | Работа                 | Результат |
| ---- | ------------------------ | -------------------------------- | ---------------------- | --------- |
| 2004 | BRIT Awards              | Best British Song                | Your Game              | Победа    |
| 2008 | MOBO Awards              | Best UK Male                     | Best UK Male           | Номинация |
| 2010 | American Music Awards    | Breakthrough Artist              | Breakthrough Artist    | Номинация |
| 2010 | BRIT Awards              | Best British Song                | Break Your Heart       | Номинация |
| 2010 | iTunes Best Album & Song | Best Song                        | Dynamite               | Номинация |
| 2010 | Ascap Vanguard Award     | Recognition of Album             | Departure              | Победа    |
| 2011 | BRIT Awards              | Best British Song                | Dynamite               | Номинация |
| 2011 | Virgin Media Awards      | Best Male                        | Best Male              | Номинация |
| 2011 | Virgin Media Awards      | Best Collaboration               | Dirty Picture          | Номинация |
| 2011 | Virgin Media Awards      | Best Video                       | Dirty Picture          | Номинация |
| 2011 | Billboard Awards         | Top New Artist                   | Top New Artist         | Номинация |
| 2011 | Billboard Awards         | Top Hot 100 Song                 | Dynamite               | Победа    |
| 2011 | Billboard Awards         | Top Digital Song                 | Dynamite               | Победа    |
| 2011 | Billboard Awards         | Top Radio Song                   | Dynamite               | Номинация |
| 2011 | Billboard Awards         | Top Streaming Song               | Dynamite               | Номинация |
| 2011 | Billboard Awards         | Top Pop Song                     | Dynamite               | Победа    |
| 2011 | MuchMusic Video Awards   | MuchMusic.com Most Watched Video | Dynamite               | Победа    |
| 2011 | ASCAP Awards             | Songwriter Of The Year           | Songwriter Of The Year | Победа    |
| 2011 | ASCAP Awards             | Song Of The Year                 | Dynamite               | Победа    |